# Cœurs, passions, caractères
Cœurs, passions, caractères est un roman inachevé de Jean Giono publié en 1982.

## Historique
En 1961, Jean Giono écrit une série de portraits dans lesquels il s'essaie chaque fois à cerner un caractère en retraçant le cours d'une existence.

En 1963, dans un entretien, Jean Giono confie à son interlocuteur que ces portraits seront « un gros roman qui ne ressemble à rien. Ça s'appellera Cœurs, passions, caractères ».

L'édition Gallimard de 1983 présente huit des onze portraits de 1961 :

- Pierre B.
- Honorato
- Hélène de C.
- Louis
- De Machin
- K.
- Alexandre
- Don Miguel

## Éditions
- 1982 - Cœurs, passions, caractères, Gallimard, à Paris.
- 1983 - Cœurs, passions, caractères, in "Jean Giono - Œuvres romanesques complètes", Tome VI (1227 pages), Gallimard, Bibliothèque de la Pléiade, Édition établie par Robert Ricatte avec la collaboration de Pierre Citron, Henri Godard, Janine et Lucien Miallet et Luce Ricatte,  (ISBN 978-2-07-011071-1)
- 1999 - Cœurs, passions, caractères, Collection L'Imaginaire (no 398), Gallimard, à Paris.